# Csang-o–1
A Csang-o–1 (Csang-o ji-hao, vagyis Holdistennő-1) az első kínai holdszonda, és a Csang-o-program első űrszondája.

## Küldetés
A szondát 2007. október 24-én indították útnak egy CZ–3A (Hosszú-Menetelés 3A) hordozórakétával a délnyugat-kínai Szecsuan tartományban lévő Hszicsang Űrközpont 3-as számú indítóállványáról. A szondát két földi állomásról irányították, az ország keleti, illetve északnyugati feléből, Qingdából és Kasgarból. Az eredetileg tervezett 12 hónapos Hold körüli pályán való működést túlszárnyalva, végül is 16 hónapig szolgáltatott adatokat az égitestről.
A 2350 kg össztömegű kínai holdszonda 24 műszerrel volt fölszerelve. Első felvételeit 2007. november 26-án küldte a Földre. A több színképtartományban készült felvételen a Wan-Hoo kráter látszik. Az űrszonda Hold felszínéről készített, eddigi legrészletesebb, első teljes térképét 2008. november 12-én hozták nyilvánosságra.
2009. március 1-jén a szonda becsapódott a Holdba. A becsapódás a Hold Földről is látható oldalán, a holdi egyenlítő és akkor a terminátor  közelében lévő Mare Fecunditatison (Termékenység tengere) volt, így a Földről jól megfigyelhető lett volna, ha előre bejelentik, (így azonban csak a kínai csillagászok láthatták) emellett a szondával végig rádiókapcsolatban maradhattak. Az irányított becsapódás fontos lépés a későbbi holdra szállások felé.